# ارکیده خورشیدی برگ‌دراز
ارکیده خورشیدی برگ‌دراز (نام علمی: Thelymitra angustifolia) نام یک گونه از سرده ارکیده‌های خورشیدی است.